# 布施郵便局 (大阪府)
布施郵便局（ふせゆうびんきょく）は、大阪府東大阪市にある郵便局。民営化前の分類では集配普通郵便局であった。

## 概要
住所：〒577-8799 大阪府東大阪市永和2-3-5

### 併設施設
- ゆうちょ銀行布施店（大阪支店布施出張所）：取扱店番号410210

## 沿革
- 1876年（明治9年）3月26日 - 御厨（みくりや）郵便局（五等）として開局[1]。
- 1885年（明治18年）10月1日 - 貯金取扱を開始[1]。
- 1890年（明治23年）6月30日 - 貯金取扱を廃止[1]。
- 1896年（明治29年）7月1日 - 為替・貯金取扱を開始[1]。
- 1922年（大正11年）10月11日 - 中河内郡意岐部村から同郡小阪村に移転、小阪郵便局に改称[2]。
- 1936年（昭和11年）12月1日 - 等級を三等から二等に改定[3]。
- 1937年（昭和12年）4月1日 - 布施郵便局に改称[4]。
- 1951年（昭和26年）11月19日 - 布施市中小阪から同市永和二丁目に移転[5]。
- 1956年（昭和31年）10月5日 - 電話通話および和文電報受付事務の取扱を開始。
- 1992年（平成4年）8月3日 - 外国通貨の両替および旅行小切手の売買に関する業務取扱を開始。
- 2004年（平成16年）2月1日 - 地域区分業務を新大阪郵便局へ移管。
- 2007年（平成19年）10月1日 - 民営化に伴い、併設された郵便事業布施支店、ゆうちょ銀行布施店、かんぽ生命保険布施支店に一部業務を移管。
- 2012年（平成24年）10月1日 - 日本郵便株式会社発足に伴い、郵便事業布施支店を布施郵便局に統合。
- 2018年（平成30年）1月15日 - かんぽ生命保険布施支店が当局から東大阪市長堂1-5-6 布施駅前セントラルビルに移転し、かんぽ生命保険東大阪支店に改称[6]。

## 取扱内容

### 布施郵便局
- 郵便、印紙、ゆうパック、内容証明
- 生命保険、バイク自賠責保険、自動車保険、がん保険、引受条件緩和型医療保険
- 東大阪市の西部（旧布施市の区域）（「577-00xx」「577-08xx」区域）の集配業務
- ゆうゆう窓口

### ゆうちょ銀行布施店
- 貯金、貸付、為替、振替、振込、国際送金、外貨両替、トラベラーズチェック、国債、投資信託、変額年金保険、スルガ銀行の個人ローンの申込
- ATM

## 風景印
- 図柄は長栄寺本尊・十一面観音と生駒山遠望。局名表記は「布施」
- 使用開始日は1976年（昭和51年）4月16日

## 周辺
- 東大阪市民会館
- 東大阪市立永和図書館
- 小阪病院
- 大阪樟蔭女子大学小阪キャンパス、樟蔭中学校・高等学校

## アクセス
- 近鉄奈良線 河内永和駅もしくはJRおおさか東線 JR河内永和駅から徒歩約6分
- 阪神高速東大阪線 高井田出入口から南へ約2.5km
- 近畿自動車道 東大阪南ICから北西へ約3km
- 駐車場あり：7台